# Diamonds
Diamonds är en låt framförd av Victor Crone i Melodifestivalen 2023. Låten som deltog i den första deltävlingen, gick vidare till semifinal.
Låten är skriven av David Lindgren Zacharias, Peter Kvint och Victor Crone.